# Ernst Heidrich
Ernst Friedrich Rudolph Heidrich (* 5. Juli 1880 in Nakel, Provinz Posen, Deutsches Reich; † 4. November 1914 bei Dixmuide, Flandern, Belgien) war ein deutscher Kunsthistoriker.

## Leben
Heidrich war der Sohn des Gymnasialdirektors von Nakel Rudolph Heidrich und seiner Ehefrau Anna, geborene Meyer. Er absolvierte das Gymnasium in Nakel (Abitur Ostern 1897) und studierte zuerst Geschichte an der Universität Leipzig und an der Friedrich-Wilhelms-Universität in Berlin. 1902 legte er die Prüfung für das Lehramt an höheren Schulen in Preußen ab. Danach wandte er sich dem Studium der Kunstgeschichte zu und promovierte 1905 in Berlin bei Heinrich Wölfflin. 1909 folgte seine Habilitation an der Friedrich-Wilhelms-Universität. 1910 wurde er als außerordentlicher Professor an die Universität Basel berufen und 1912 zum ordentlichen Professor befördert. Während seiner Zeit in Basel wurde er mit seinen Vorlesungen zur Geschichte der Kunstgeschichte in der Renaissance und zu Johann Joachim Winckelmann, Karl Schnaase und den Basler Professor Jacob Burckhardt bekannt.
Ende Sommersemester 1914 erhielt er einen Ruf an die Universität Straßburg. Mit Beginn des Ersten Weltkriegs wurde er einberufen und starb in der Ersten Flandernschlacht nördlich von Ypern.

## Veröffentlichungen
- Geschichte des Dürerschen Marienbildes (= Kunstgeschichtliche Monographien. Bd. 3). K. W. Hiersemann, Leipzig 1906 (Kapitel I, II erschienen als Dissertation, Universität Berlin, 9. Dezember 1905).
- als Hrsg.: Albrecht Dürers schriftlicher Nachlass: Familienchronik, Gedenkbuch, Tagebuch der niederländischen Reise, Briefe, Reime, Auswahl aus den theoretischen Schriften. Mit neun Zeichnungen und drei Holzschnitten Dürers. Geleitwort von Heinrich Wölfflin. J. Bard, Berlin 1908.
- Dürer und die Reformation. Klinkhardt & Biermann, Leipzig 1909 (Habilitationsschrift, Universität Berlin, 1910).
- Die Altdeutsche Malerei: 200 Nachbildungen. Eugen Diederichs, Jena 1909.
- Alt-Niederländische Malerei. Eugen Diederichs, Jena 1910.
- Vlämische Malerei. Eugen Diederichs, Jena 1913.
- Altdeutsche Meister: Eine Auswahl fürs Feld aus dem Werk „Altdeutsche Malerei“ (= Liebesgabe deutscher Hochschüler. Kunstgabe 4). Eugen Diederichs, Jena 1916.
- Beiträge zur Geschichte und Methode der Kunstgeschichte. B. Schwabe, Basel 1917.